# USB

Logo USB actual

Logo USB anterior

Simbolul USB

Universal Serial Bus (USB) [ˌjuːnɪˈvɜːsl ˈsɪɹiəl bʌs], în limba română, Magistrală Serială Universală este o specificație pentru cabluri, conectori și protocoale de comunicații folosite pentru conectarea, comunicarea și alimentarea cu energie electrică între diverse dispozitive. A fost creat în ianuarie 1996 în cadrul organizației internaționale non-profit USB Implementers Forum (USB-IF), , la proiectarea sa contribuind Intel, Compaq, Microsoft, Digital Equipment Corporation, IBM și Northern Telecom. USB Implementers Forum s-a extins cu un număr mare de firme, și continuă să actualizeze standardele USB pentru controlerele USB și diferitele categorii de periferice care se pot conecta la magistrala USB. Interfața USB este de tip plug-and-play și a devenit principala interfață pentru conectarea  la un calculator personal a majorității perifericelor, precum mouse-uri, tastaturi, camere digitale, imprimante, scanner, hard-diskuri externe, stick-uri de memorie, MP3 player etc.
Există două feluri de a trimite informații printr-un cablu sau chiar de la aplicație la aplicație: serială și paralelă; serial înseamnă bit cu bit pe un singur canal de comunicație și paralel înseamnă tot bit cu bit dar in paralel pe mai multe canale de comunicație.

## Caracteristici
Magistrala USB reprezintă soluția oferită comunicațiilor seriale de noua generație de calculatoare PC. Este o interfață serială rapidă, bidirecțională, ieftină și ușor de folosit. USB a fost creată ca un standard industrial, o extensie a arhitecturii PC orientată spre armonizarea cu standardele de comunicație din telefonie, ceea ce este numit CTI (Computer Telephony Integration). Acest aspect este considerat fundamental din punct de vedere al aplicațiilor generației următoare.
Avantajele acestei soluții față de bătrâna interfață serială RS-232 transformată, sunt:
- rata de transfer - poate atinge 12 Mbps față de 115 000 bps;
- conectează pâna la 127 de dispozitive la PC, (ceea ce înseamnă că operează ca o magistrală) față de numai 2 dispozitive;
- ușor de utilizat de către utilizatorul final (end user) - adăugarea/eliminarea de dispozitive în/din sistem este foarte comodă;
- are un protocol flexibil;
- este o soluție ieftină de interconectare.

USB este o magistrală pe cablu care permite schimb de date între un calculator gazdă și o gamă largă de periferice accesibile simultan. Magistrala permite ca perifericul să fie atașat, configurat, folosit și deconectat în timp ce gazda și celelalte periferice operează.
USB a fost proiectată în primul rând pentru utilizatorii care nu doresc să intre în detalii de instalare hardware, astfel sistemul complicat de cablare a fost înlocuit cu un control software. Toate problemele presupuse de interconectarea mai multor dispozitive cu performanțe și rate de transfer diferite sunt tratate prin software.
Magistrala USB definește trei categorii de dispozitive fizice:
- Gazda USB (USB Host)
- Funcții USB (USB function)
- Distribuitoare USB (USB Hub)

Acestea sunt interconectate într-o topologie specifică de tip stea multiplă.
Un cablu USB are două fire pentru alimentare (+5V și masa) și o pereche de fire răsucite pentru date. 

### Protocol USB
Interfața USB utilizează un protocol bazat pe pachete. Toate transferurile sunt inițiate de controlerul USB al calculatorului. Tranzacțiile de pe magistrală implică transmisia a patru tipuri de pachete: antet, de date, de confirmare și special.
Fiecare tranzacție începe în momentul în care controlerul USB transmite, pe baza unei planificări, un pachet antet care descrie tipul tranzacției, direcția acesteia, adresa dispozitivului USB și numărul punctului terminal. Sursa tranzacției transmite apoi un pachet de date conținând datele care trebuie transferate, sau poate indica că nu are date de transmis deoarece pachetul de date nu conține informații. În general, destinația răspunde cu un pachet de confirmare indicând dacă transferul s-a terminat cu succes sau dacă punctul terminal nu este disponibil. 

## Versiuni
Principalele versiuni sau revizii ale tehnologiei USB sunt:
- USB 1.0 Low Speed - apărut în 1996,  a fost mai mult un prototip pentru USB 1.1, capabil de transferuri de date la viteze de până la 1,5 Mbps.
- USB 1.1 Full Speed - apărut în 1998,  cu viteze de transfer de 12 Mbps.
- USB 2.0 Hi-Speed - apărut în aprilie 2000 și suportă viteze de transfer teoretice de maxim 480 Mbps. Este compatibil cu USB 1.0 și USB 1.1.[9]
- USB 3.0 SuperSpeed - a intrat pe piață în noiembrie 2008 și oferă viteze de transfer teoretice de până la 5 Gbps.[10]

Logo pentru SuperSpeed+ USB

- USB 3.1 SuperSpeed+ - a apărut în iulie 2013. Este capabil de transferuri de date la viteze maxime teoretice de 10 Gbps, dublu față de USB 3.0. Noul standard permite, de asemenea, alimentarea cu energie, modul video alternativ si transferul de date printr-un singur cablu. Dispozitivul de alimentare USB 3.1 este potrivit pentru notebook-uri, dar si pentru alte echipamente profesionale cu un consum de energie de pana la 100W. USB 3.1 Gen 2 funcționează la conexiunile USB 3.0 existente datorită metodei îmbunătățite de codare utilizată pentru a transmite date. Acesta a fost proiectat astfel încât să poată funcționa cu conexiuni vechi prin intermediul unui adaptor sau al unui convertor.
- USB 3.2 - lansat în august 2017, introduce două noi moduri SuperSpeed + de transfer prin conectorul USB-C cu rate de 10 Gbit/s și 20 Gbit/s. Creșterea lățimii de bandă este rezultatul funcționării pe mai multe benzi pe cablurile existente care erau destinate capabilităților de flip-flop ale conectorului USB-C. USB 3.2 este de asemenea prima versiune care folosește conectorul USB-C ca singur conector.[11][12]
- USB4 - este succesorul USB 3.2, se bazează pe specificația protocolului Thunderbolt 3 și a fost lansat pe 29 august 2019. Suportă un debit de 40 Gbit/s.[13][14]

## Tipuri de porturi și conectori USB
Un conector USB este capătul cablului USB care se conectează la un port USB. Un port USB este o locație de pe computer sau dispozitiv în care se conectează conectorul USB. 
- USB tip A - este cel mai comun tip de conector și port USB.  A apărut împreună cu USB tip B, când a fost lansată prima specificație USB, în 1996.  Este găsit pe majoritatea computerelor și laptopurilor.

- USB tip B - cel mai mare conector USB, are o formă pătrată, cu două mici teșituri la două dintre colțurile sale. Este folosit la imprimante, scannere și la alte dispozitive de mari dimensiuni.

- Mini USB - sunt versiunile mai mici ale conectorilor USB tip A și USB tip B, introduse în anul 2000. În prezent, conectorii Mini USB au devenit foarte rari, deoarece au fost înlocuiți de conectorii Micro USB.

- Micro USB - au apărut în 2007, sunt chiar mai mici decât conectorii Mini USB și sunt cei mai folosiți conectori din ziua de astăzi, mai ales pe tablete, smartphon-uri, notebook-uri și camere foto/video digitale. Micro-A și Micro-B diferă în tensiunea celui de-al cincilea pin (pinul ID). Un micro-A are pinul 4 conectat de pinul 5, în timp ce la micro-B este liber.

Micro USB-AB este un port ce poate accepta conectorii micro-A și micro-B.  
- USB tip C (USB-C) - este cea mai nouă versiune de conector USB apărut în 2014 și bazat pe tehnologia Thunderbolt. Este un conector reversibil, prevăzut cu 24 de pini asamblați simetric unul față de celălalt, asemănător cu Micro-USB. USB-C se întâlnește la majoritatea smartphonurilor, tabletelor și laptopurilor noi, fie că este vorba de încarcare sau de transfer de date.

Pentru a diferenția porturile USB 3.x de porturile USB 2.0 sau USB 1.x, porturile USB 3.x sunt, de obicei, colorate în albastru. Versiunile USB 2.0 și USB 1.x sunt colorate în negru.

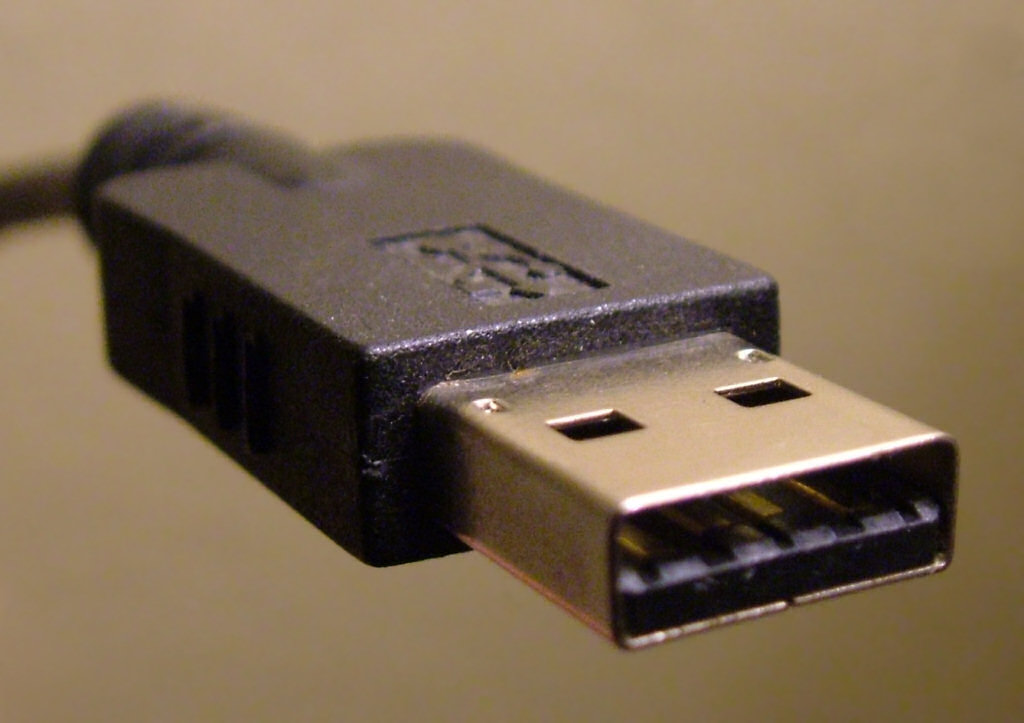
USB 1.0/2.0 tip A
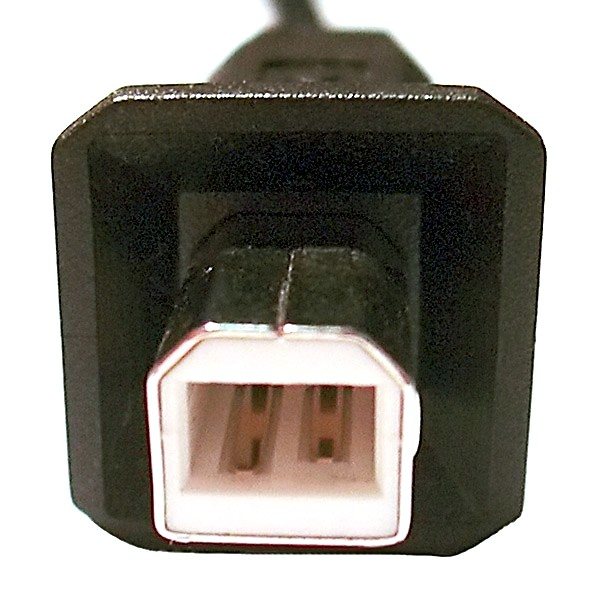
USB 1.0/2.0 tip B
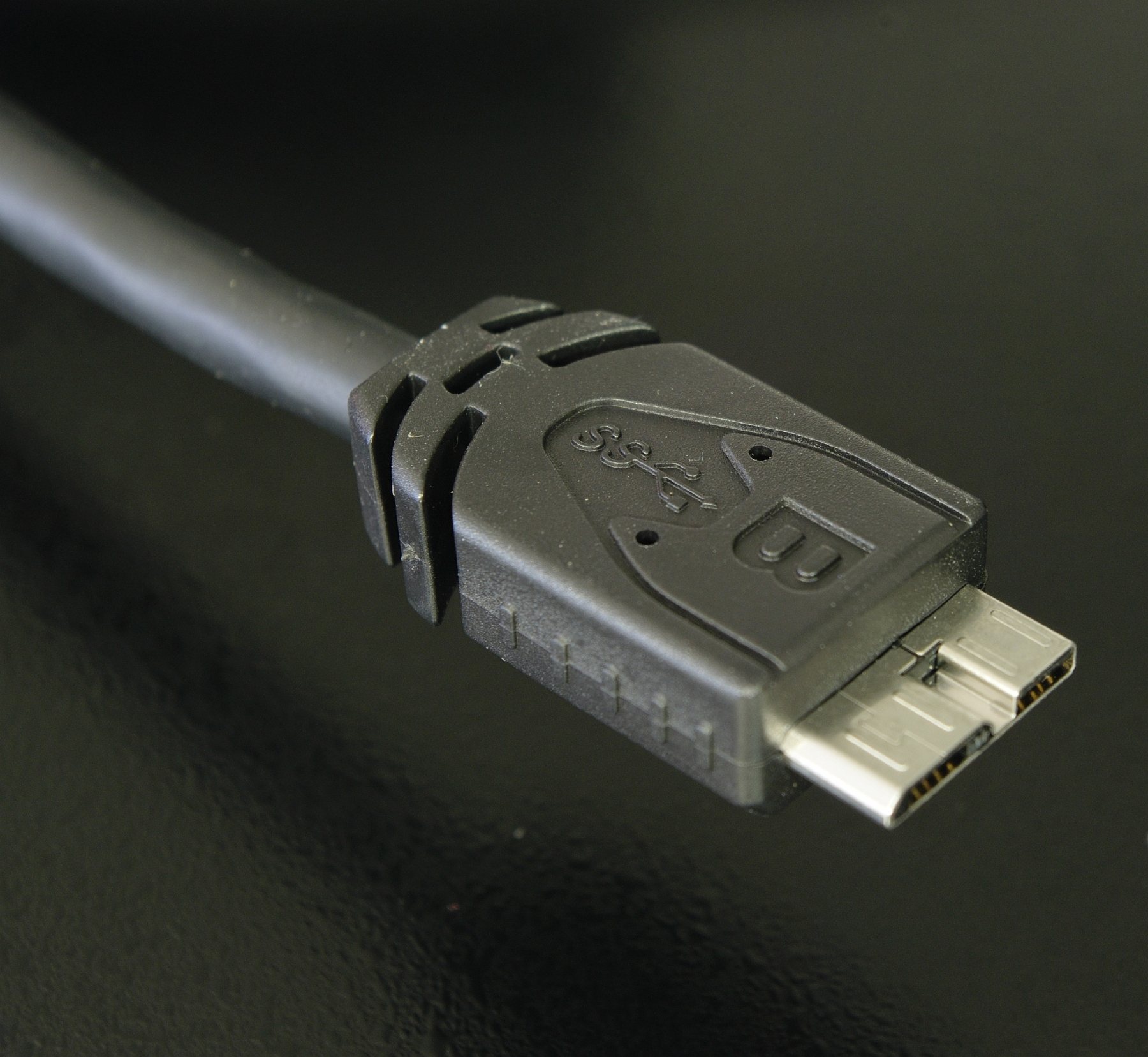
USB 3.0 tip A
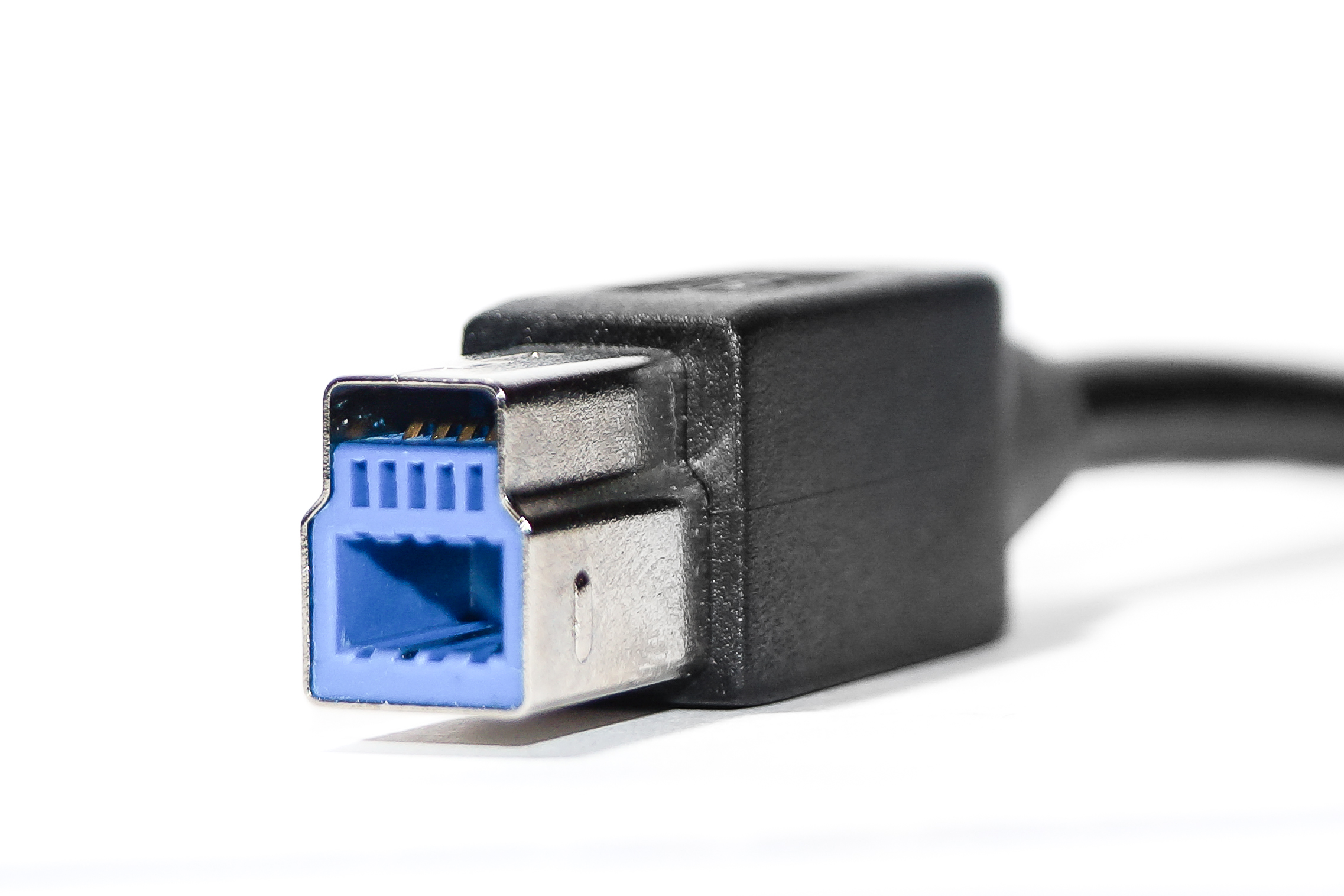
USB 3.0 tip B
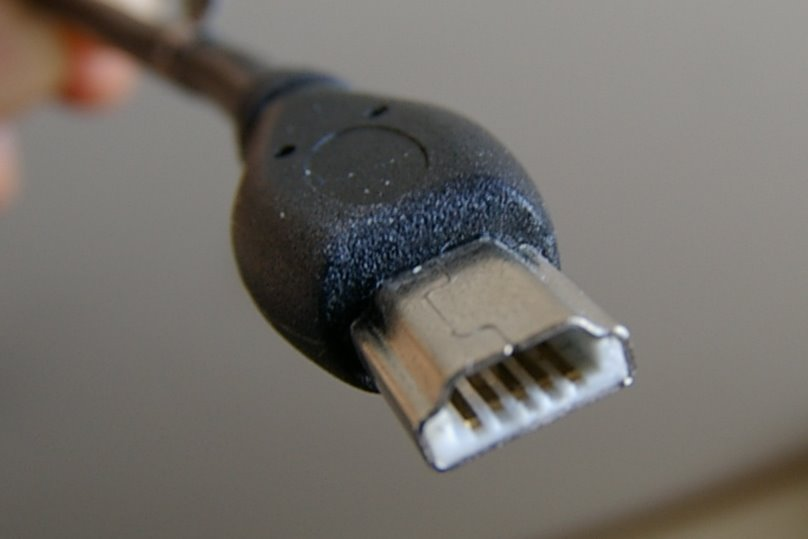
Mini USB A
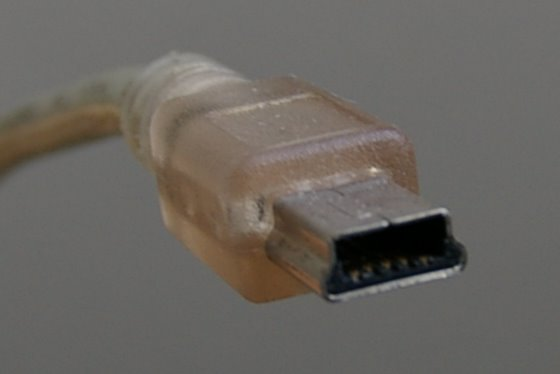
Mini USB B
Micro USB A
Micro USB B
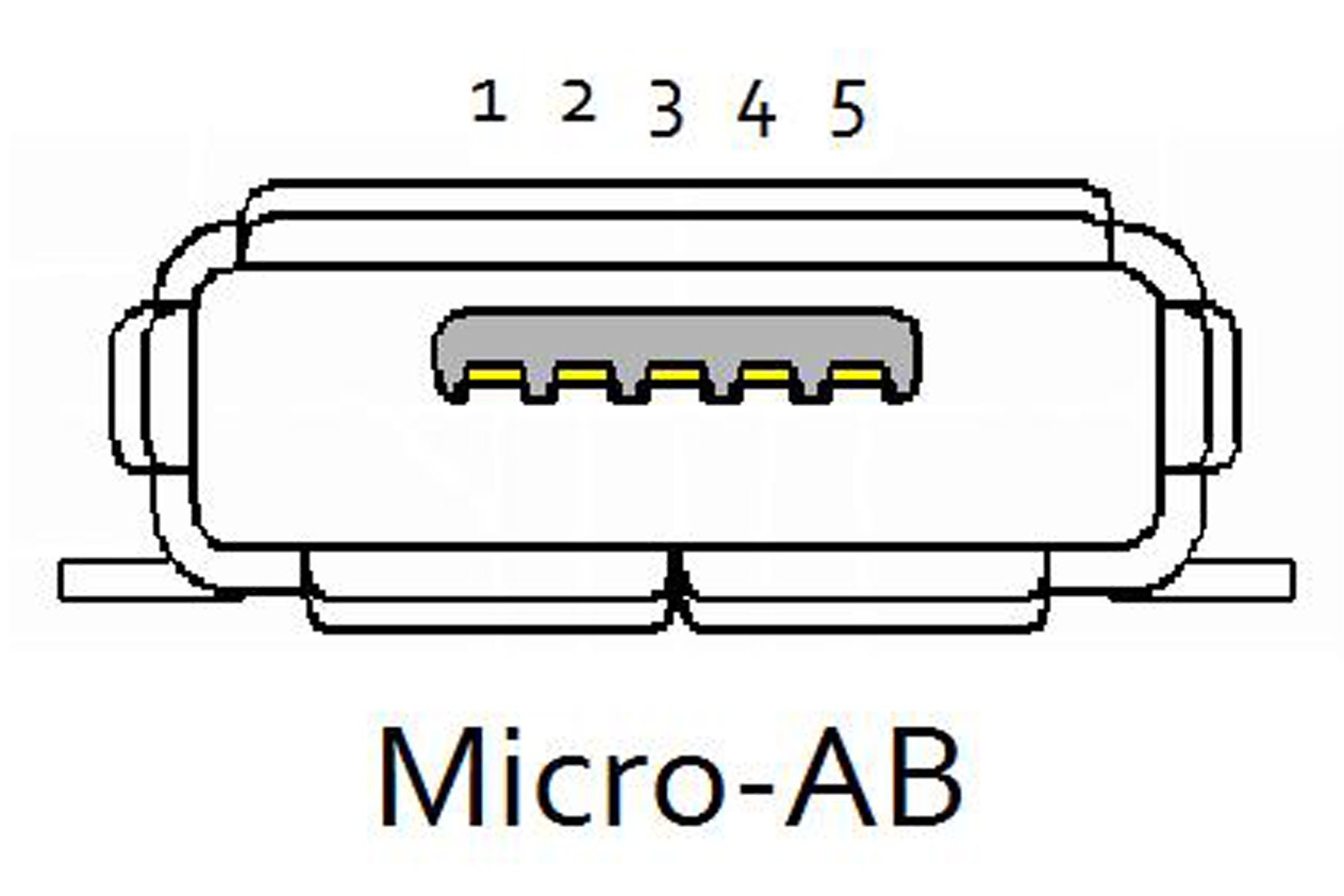
Micro USB AB
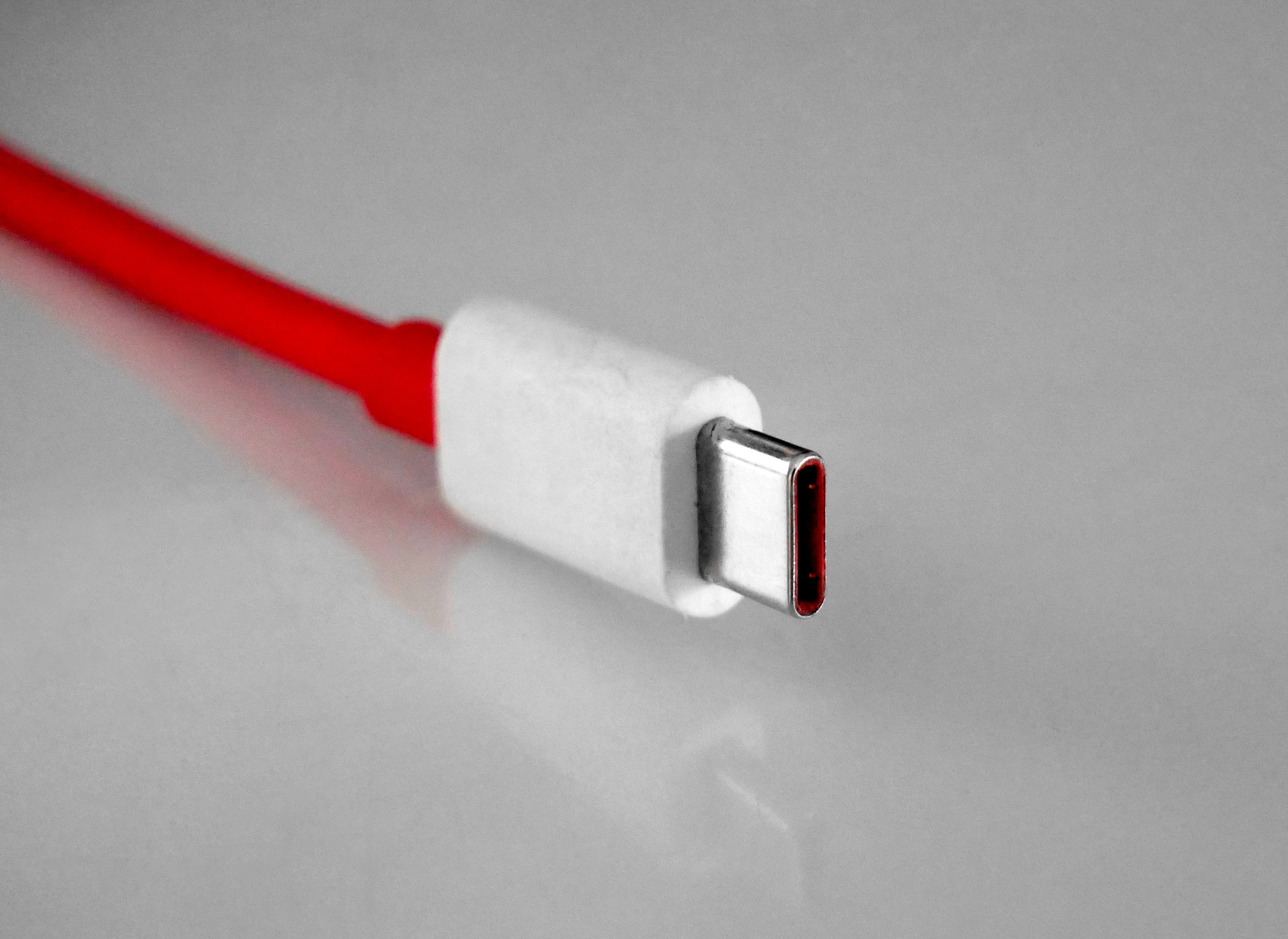
USB tip C
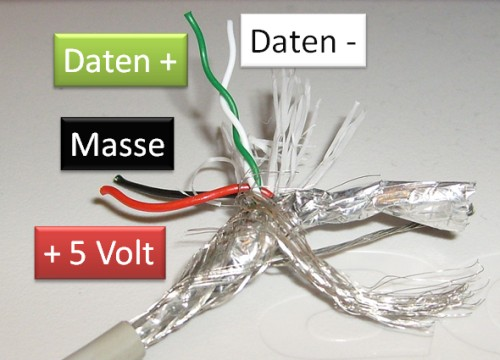
Cablu USB cu două fire pentru alimentare (+5V și masa) și o pereche de fire răsucite pentru date
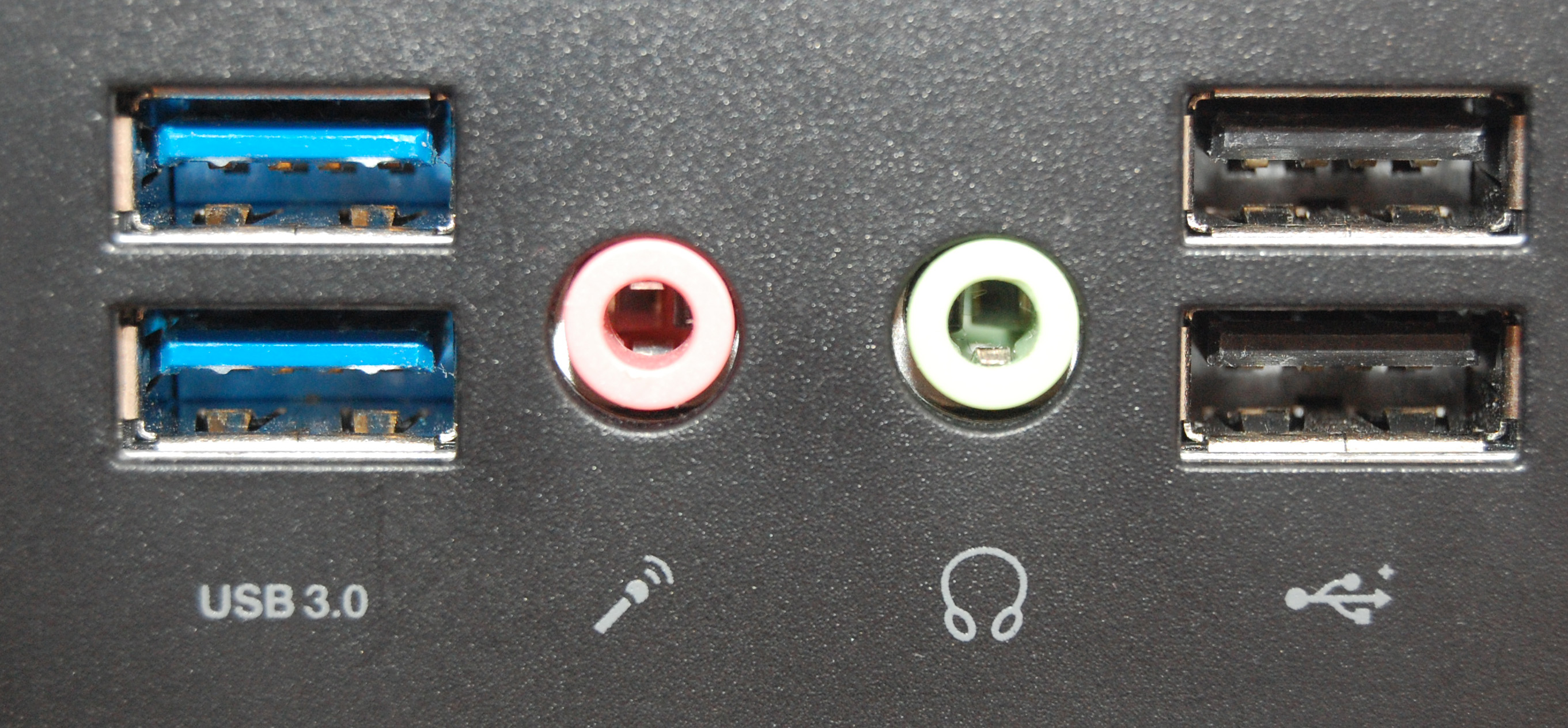
Porturi USB 3.x (stânga) și USB 2.0/1.x (dreapta)

## USB-hub

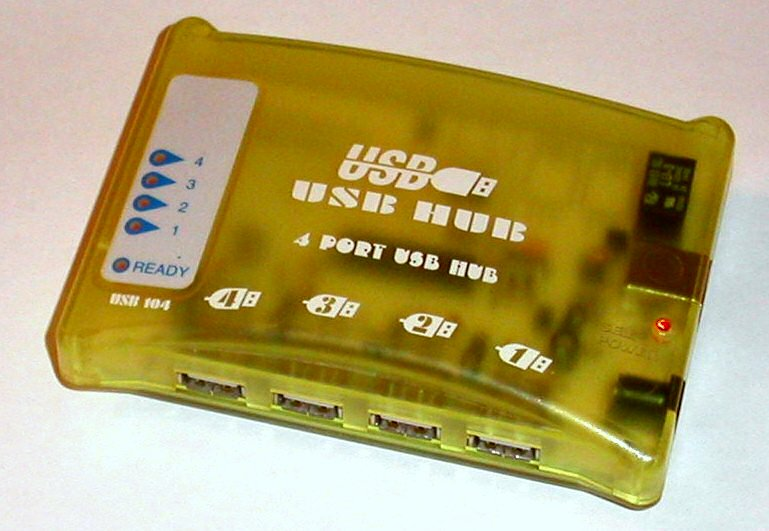
Hub cu 4 porturi USB

Un hub USB este un dispozitiv care distribuie mai mulți conectori USB la portul USB al calculatorului în același timp. Are în mod obișnuit patru porturi, dar poate avea mult mai multe. Hub-urile pot avea propria sursă de alimentare pentru a furniza putere dispozitivelor conectate.

## Specificații înrudite

### Wireless USB

Wireless USB Logo

Wireless USB, (WUSB) este un protocol de comunicare wireless destinat suplimentării și înlocuirii conectorilor USB 2.0 și 3.0. Standardul se bazează pe tehnologia Ultra wideband și are capacitatea de a transfera date cu viteză de 480 Mbit/s pe o distanță de 3 metri sau 110 Mbit/s pe max. 10 m, în intervalul 3,1 - 10,6 GHz. La sfârșitul anului 2007, au fost elaborate specificațiile wireless USB 1.1. 

### PoweredUSB

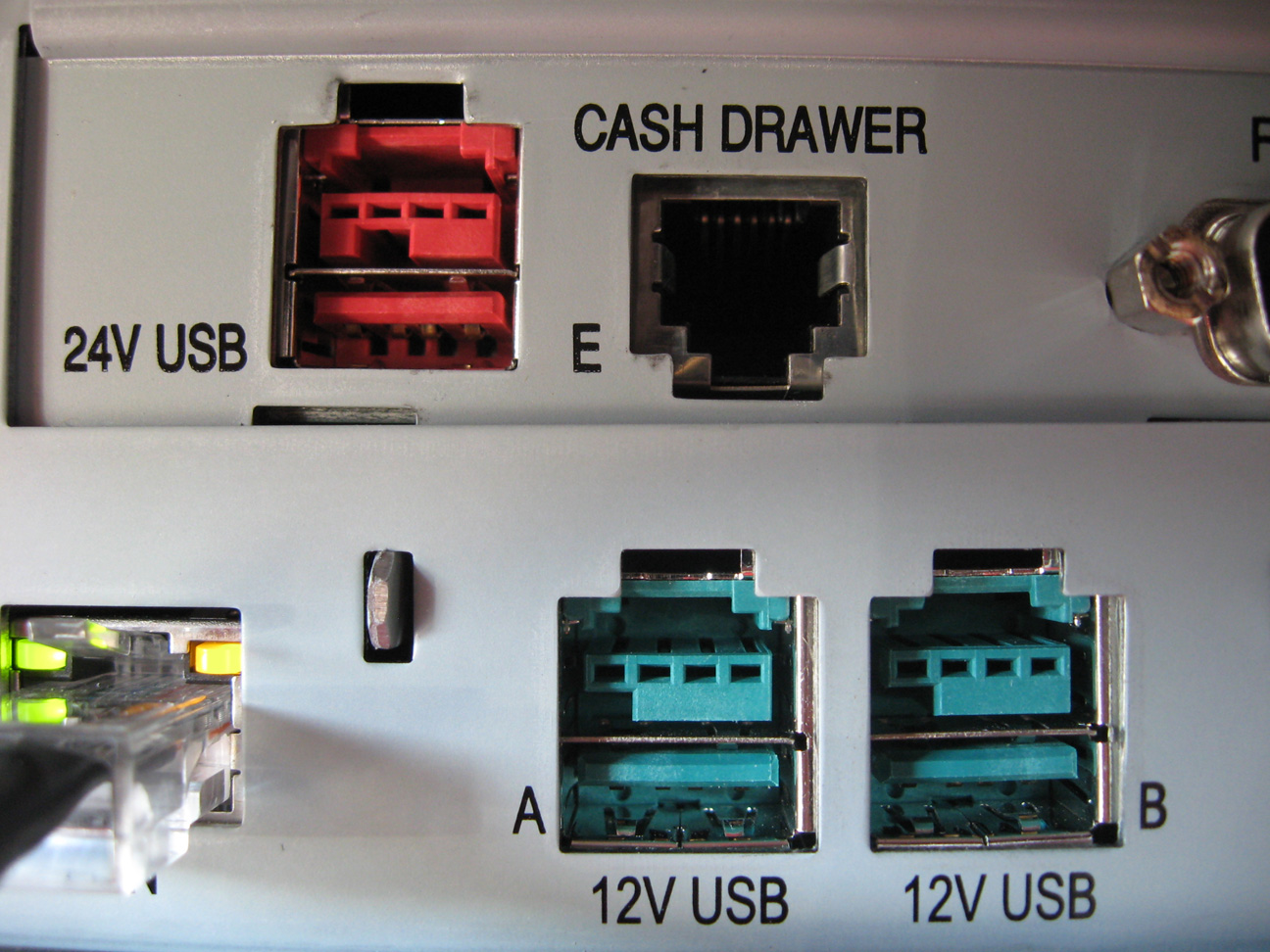
Powered USB

PoweredUSB, cunoscut și sub numele de Retail USB, este o completare la standardul USB care permite dispozitivelor cu putere mai mare să obțină energie prin intermediul gazdei lor USB în loc să necesite o sursă de alimentare independentă sau un adaptor de curent extern. PoweredUSB adaugă patru pini suplimentari care furnizează până la 6 A la 5 V, 12 V sau 24 V. Este frecvent utilizat în sistemele de vânzare pentru a alimenta periferice precum cititoare de coduri de bare, terminale pentru carduri de credit și case de marcat.

### USB On-The-Go

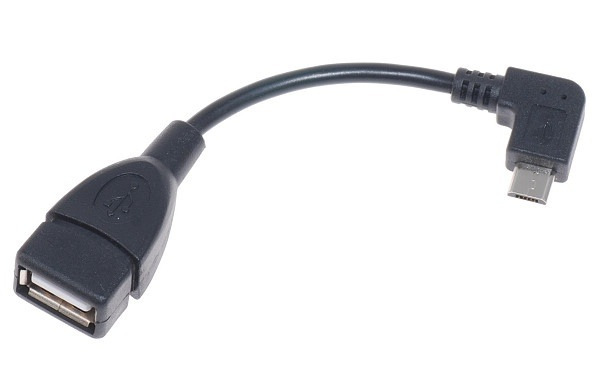
Cablu OTG

Tehnologia USB On-The-Go (USB OTG sau OTG) extinde specificațiile USB 2.0 pentru a conecta tablete sau smartphoneuri, cu alte dispozitive USB, cum ar fi memorii USB, sau camere foto/video digitale. Folosește un port Micro USB AB.

### USB-PD
USB Power Delivery  (USB-PD) sau USB Charger este o extensie care specifică utilizarea cablurilor USB certificate PD cu conector USB standard de tip A și B pentru a livra o putere crescută dispozitivelor cu o cerere mai mare de energie (mai mult de 7,5 W). Dispozitivele pot solicita curenți și tensiuni de alimentare mai mari de la gazdele conforme - până la 2 A la 5 V (pentru un consum de energie de până la 10 W) și, opțional, până la 3 A sau 5 A la 12 V (36 W sau 60 W ) sau 20 V (60 W sau 100 W). 

### Enhanced mini-USB (EMU)
Este un tip de conector electric hibrid de transfer date USB precum și alte conexiuni, cum ar fi audio bidirecțional. Este utilizat mai ales pe telefoane mobile.

### Interchip USB
InterChip USB (IC-USB sau USB-IC), denumit și High-Speed Inter-Chip (HSIC) este un addendum la specificația USB 2.0. Viteza de transfer este de cel puțin 480 Mbps. IC-USB este utilizat în principal în sisteme înglobate. Succesorul USB 3.0 al HSIC se numește SuperSpeed Inter-Chip (SSIC). 

### V-USB
V-USB este o implementare exclusiv software a unui dispozitiv USB de mare viteză pentru microcontrolerele AVR Atmel, ceea ce face posibilă construirea hardware-ului USB cu aproape orice microcontroller AVR, fără a necesita un chip suplimentar.

### WinUSB
WinUSB este un driver USB proprietar furnizat de Microsoft ca parte a sistemelor de operare Windows, începând cu Windows XP. 

## Adaptori

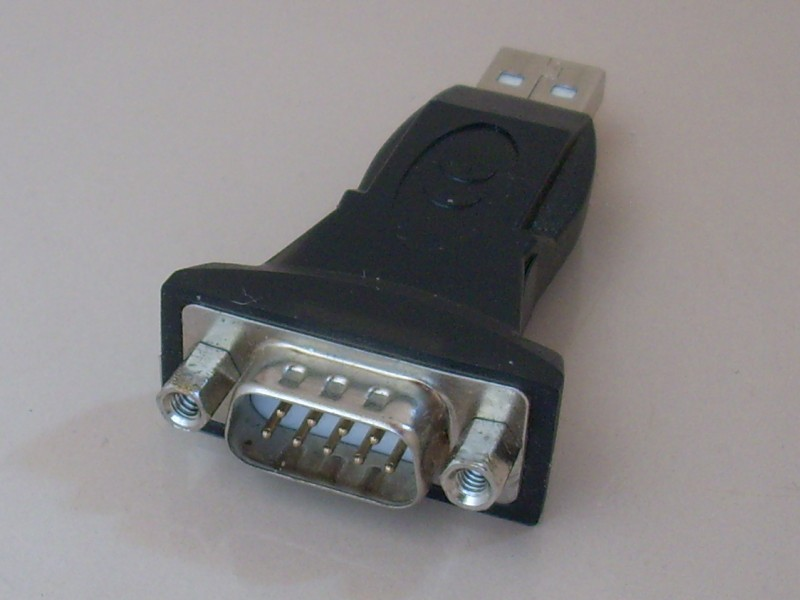
Adaptor DB-9 (RS-232) la USB

Având în vedere existența conectorilor și a porturilor de diferite formate, există pe piață adaptoare speciale pentru a trece de la un anumit format USB la altul, astfel încât să se poată folosi un singur cablu. Adaptoarele sunt disponibile pentru a trece de la USB la alte interfețe. (RS-232, PS/2, VGA, HDMI, Audio/Jack).

## USB-IF
USB-IF (USB Implementers Forum) este o organizație non-profit cu obiectivul de a promova și susține tehnologia Universal Serial Bus (USB). Principalele activități ale USB-IF sunt: promovarea și comercializarea USB, Wireless USB și USB On-The-Go, menținerea specificațiilor și a programului de certificare.

USB-IF a fost fondat în 1995 de grupul de companii responsabile de dezvoltarea de USB, printre care Intel, IBM, Apple, Hewlett-Packard, Nortel, Compaq, Microsoft. În 1996 a lansat prima specificație USB 1.0, urmată de celebrul USB 1.1 în 1998. În prezent, USB-IF reunește 744 de companii.